# Amegilla deltoides
Amegilla deltoides är en biart som först beskrevs av François du Buysson 1897.  Amegilla deltoides ingår i släktet Amegilla och familjen långtungebin. Inga underarter finns listade i Catalogue of Life.